# Talang Berangin (Kinal)
Talang Berangin is een bestuurslaag in het regentschap Kaur van de provincie Bengkulu, Indonesië. Talang Berangin telt 121 inwoners (volkstelling 2010).